# Lavoro Illegale
Lavoro Illegale, trasformatasi poi in Fronte Armato Rivoluzionario Operaio, fu un'organizzazione segreta armata, di stampo operaista comunista, nata all'interno di Potere Operaio nel 1971 col compito di organizzare azioni violente contro le banche, la borghesia italiana e internazionale e i gruppi capitalisti, ma anche contro fascisti e democristiani considerati nemici politici del movimento operaio social-comunista.

## Storia ed idee
Giangiacomo Feltrinelli, fondatore della omonima casa editrice, dopo aver partecipato alla resistenza, nel dopoguerra rimase impegnato politicamente ed ebbe rapporti con Potere Operaio convinto che questa organizzazione avesse al proprio interno una struttura clandestina armata; la cosa non era vera ma alcuni dirigenti come Franco Piperno e Toni Negri, al fine di sfruttare il potere economico dell'editore per ottenere finanziamenti per l'organizzazione, ne millantarono l'esistenza e finirono poi per crearla davvero, chiamandola "Lavoro Illegale", al capo della quale furono messi lo stesso Piperno e Valerio Morucci, uno studente di 22 anni. La struttura si organizza e si espande in varie città italiane e si decide di approfittare dell'anniversario della Strage di piazza Fontana, trasformando la prevista manifestazione del 12 dicembre 1971 in una guerriglia urbana dove impiegare centinaia di bombe molotov, ma il proposito fallisce perché vengono scoperti dalla polizia che arresta otto militanti. L'esperienza si rivelò fallimentare e nel 1972 il gruppo venne sciolto e al suo posto venne creato da Piperno e Morucci un nuovo gruppo segreto, noto come il "Fronte Armato Rivoluzionario Operaio". Con la nuova organizzazione vengono trasformate con successo alcune manifestazioni "contro le stragi di Stato" in sommosse con ribaltamenti di vetture e lancio di molotov a Milano e a Padova. Seguono altri scontri di piazza con attentati rivendicati dal gruppo oltre ad alcune rapine. I membri di entrambe le incarnazioni del gruppo erano segreti e vi si accedeva solo per cooptazione. La nuova formazione collaborò con altre formazioni clandestine come le Brigate Rosse e i Nuclei Armati Proletari alle quali Morucci stesso fornì alcune bombe che aveva importato dalla Svizzera.
Questo gruppo nacque all'interno di Potere Operaio, poiché dopo la Strage di Piazza Fontana e il fallito Golpe Borghese ci fu tra i dirigenti di Potere Operaio chi credeva che si sarebbe creato un clima di guerra civile e ci sarebbe stato un colpo di Stato militare, con la repressione dei gruppi di sinistra sia del Pci che operaisti comunisti.

## Le azioni armate
Da queste tesi Valerio Morucci, uno dei giovani dirigenti dell'organizzazione operaista comunista voleva portare Potere Operaio su posizioni di operaismo comunista armato e di lotta di classe armata, abbandonando l'estremismo di piazza che aveva caratterizzato fino a quel momento l'organizzazione. Il gruppo fece alcuni attentati ed espropri proletari a danno di banche, industrie ed esponenti della borghesia italiana e straniera. In questa seconda fase il FARO rivendica alcune azioni e, in particolare:
- l'attentato con esplosivo contro la caserma dei carabinieri di via Celimontana (Roma, 4 marzo 1972);
- l'attentato con esplosivo contro la sede DC di via Bonaccorsi (Roma, 9 marzo 1972);
- l'attentato con esplosivo contro la porta d'accesso del carcere di Regina Coeli (Roma, 10 marzo 1972);
- l'attentato con esplosivo contro l'Adriatica Componenti Elettronici (Sulmona (AQ), 7 marzo 1972);
- l'attentato con esplosivo contro la sede della Democrazia Cristiana di via Cavalleggeri (Roma, 13 marzo 1972).

## La crisi e lo scioglimento
La crisi del gruppo iniziò dopo aver compiuto degli attentati incendiari a danno dell'Alfa Romeo, Ferrari, Renault, e contro il Corriere della Sera, poiché queste azioni coincisero con la morte di Giangiacomo Feltrinelli, il quale pur essendo a capo dei Gap, aiutava anche Lavoro Illegale, e a causa di mancanza di fondi il gruppo si divise. Una delle azioni più eclatanti del gruppo, che aggravò anche la sua crisi fu il rapimento di Carlo Saronio, che terminò con la morte dell'ostaggio.
Un altro danno all'immagine del gruppo, anche agli occhi degli altri militanti comunisti, sia del PCI sia delle correnti studentesche ed operaiste, venne causato da tre esponenti di Potere Operaio, che erano Manlio Grillo, Marino Clavo e Achille Lollo, tre estremisti di sinistra che, per farsi notare dai capi di Potere Operaio, decisero di creare un piccolo gruppo di cui facevano parte loro tre chiamato Brigata Tanas-Giustizia Proltaria, ed usarono questa sigla di lanciare alcune bottiglie molotov contro un'abitazione a Roma, causando il Rogo di Primavalle a Roma, nel quale morirono due persone, un giovane ventenne ed un bambino. Questo atto terroristico, anziché renderli popolari, portò alla loro espulsione da Potere Operaio e alla successiva espulsione del gruppo paramilitare, che venne sciolto sia dalle indagini della Polizia italiana sia dall'abbandono di molti militanti che non volevano essere associati alla morte di un bambino. Altri esponenti di Potere Operaio decisero di continuare a compiere altre rapine a scopo politico, in varie città italiane, tra cui quella che causerà la strage di Argelato, per poi fare altre azioni armate dal 1974 al 1977, dopo di che finiranno per confluire nella Colonna Walter Alasia delle Brigate Rosse di Milano.